# Meguroleucon codonopsicola
Meguroleucon codonopsicola är en insektsart. Meguroleucon codonopsicola ingår i släktet Meguroleucon och familjen långrörsbladlöss. Inga underarter finns listade i Catalogue of Life.